# Darius Carter
Darius Carter, (nacido el 15 de octubre de 1992 en Akron (Ohio)) es un jugador de baloncesto estadounidense. Con 2.01 de estatura, su puesto natural en la cancha es el de alero. Actualmente juega en el União Desportiva Oliveirense de la Liga Portuguesa de Basquetebol.

## Trayectoria
Formado en los Wichita State Shockers, tras no ser drafteado en 2015, debutaría como profesional en Grecia en las filas del Rethymno BC, donde comenzaría la temporada para acabarla en las filas del BC VITA Tbilisi georgiano.
En julio de 2016, llega a Alemania para jugar en las filas del BG 74 Göttingen.
El 30 de agosto de 2021, firma por el Club Ourense Baloncesto para jugar en la Liga LEB Plata.
En verano de 2022, firma por el União Desportiva Oliveirense para disputar la Liga Portuguesa de Basquetebol para jugar la temporada 2020-21.